# 直轄市 (中華民国)

直轄市
市
県轄市

直轄市（ちょっかつし、繁: 直轄市、英語: Special Municipality）は中華民国の第一級行政区画であり、行政院の直接管轄下にある。

## 概要
地方制度法により、「人口が125万人以上の、政治、経済、文化、都市圏の中心とされる地域が直轄市に指定される」と規定されている。 現在、台北市・新北市・桃園市・台中市・台南市・高雄市の6市が直轄市に指定されており、これらを総称して「六都」と呼ぶ。
直轄市の市長（または副市長など、市長が指名した代表者）は、行政院院会（閣議に相当）に出席し、議決権は持たないものの、発言することができる。2014年（民国103年）の統一地方選挙以降、直轄市の市長選挙は、全国の県・市の首長選挙と同時に行われている。
6市は予算や組織人事の面で、他の県や市よりも多くの資源と権限を享受している。 例えば予算面では、中央政府が税収の配分を調整する際、65％が6直轄市に分配されるのに対し、残りの16の県・市は35%しか取り分がない。さらに、首都の台北市は他の直轄市よりも約100億から200億新台湾ドル多く受け取っているため、「不公平な配分」との批判を招いている。組織人事の面では、副市長の数は2人だが、市の総人口が250万人以上になると、「地方制度法」第55条に従って3人に増やすことができる。
直轄市の下には第二級行政区画（県に相当）は設置されておらず、第三級行政区画である区が設置されている。これは1930年（民国19年）に公布された「市組織法」の規定によるものである。唯一の例外として、かつて台北市の管轄下に存在した陽明山管理局は第二級行政区画である。区の下には里が設置され、里の下には隣が設置されている。直轄市に属する行政区画は、山地原住民区を除いて地方自治団体（日本の地方公共団体に相当）の地位を持たない。

## 沿革
直轄市制度のルーツは、1921年（民国10年）に北京政府が制定した「市自治制」における「特別市」にある。京都市（現：北京市）と青島市の2市が特別市に指定された。1930年（民国19年）に施行された「市組織法」によって「院轄市」に改称された。この法律によって院轄市の自治権は大幅に削減され、行政院が市長を直接任命するようになった。1994年（民国83年）、中華民国憲法第118条に基づき「直轄市自治法」が制定され、院轄市は「直轄市」に改称され、市長は市民の直接選挙によって選ばれるようになった。1999年（民国88年）、直轄市設立の法的根拠となる「地方制度法」が制定された。2010年（民国99年）に県市合併により新たな台中市・台南市・高雄市が誕生、および台北県が新北市となった際にはこの法律に基づいて直轄市に指定された。2014年（民国103年）に桃園県から昇格した新たな桃園市が直轄市に指定された。

### 中華民国政府の台湾移転前
中国国民党率いる国民政府による北伐が完了した1928年（民国17年）、「市組織法」と「特別市組織法」が公布された。この法律によって市の最高行政機関は「市政府」、最高立法機関は「市参議会」と命名された。1930年（民国19年）、新たな「市組織法」が制定された。この法律により、「市」は「院轄市」と「省轄市」の2種類に分類された。院轄市は省と、省轄市は県と同格であるとされ、院轄市の設置要件は人口100万人以上、省轄市は20万人以上と規定された。しかし、人口が100万人未満の都市が院轄市に指定された例もあった。
| 1949年以前の特別市・院轄市の設置年表 | 1949年以前の特別市・院轄市の設置年表 | 1949年以前の特別市・院轄市の設置年表 | 1949年以前の特別市・院轄市の設置年表 | 1949年以前の特別市・院轄市の設置年表 | 1949年以前の特別市・院轄市の設置年表                              |
| 年月日                               | 年月日                               | 設置                                 | 廃止                                 | 市数                                 | 備考                                                              |
| ------------------------------------ | ------------------------------------ | ------------------------------------ | ------------------------------------ | ------------------------------------ | ----------------------------------------------------------------- |
| 1927年                               | 3月                                  | 上海特別市                           |                                      | 3                                    | 淞沪商埠を改組し、江蘇省から分離                                  |
| 1927年                               | 4月                                  | 武漢特別市                           |                                      | 3                                    | 湖北省から分離                                                    |
| 1927年                               | 5月                                  | 南京特別市                           |                                      | 3                                    | 江蘇省から分離                                                    |
| 1928年                               | 6月28日                              | 北平特別市、天津特別市               |                                      | 5                                    | 河北省から分離                                                    |
| 1929年                               | 1月                                  |                                      | 武漢特別市                           | 6                                    | 普通市に降格、湖北省に編入                                        |
| 1929年                               | 4月27日                              | 武漢特別市                           |                                      | 6                                    | 再昇格、湖北省から分離                                            |
| 1929年                               | 7月1日                               | 漢口特別市                           |                                      | 6                                    | 武漢特別市が改称                                                  |
| 1929年                               | 7月                                  | 青島特別市                           |                                      | 6                                    | 膠澳商埠を改組し、山東省から分離                                  |
| 1930年                               | 1月                                  | 広州特別市                           |                                      | 5                                    | 広東省から分離                                                    |
| 1930年                               | 5月3日                               |                                      |                                      | 5                                    | 市組織法施行、特別市を院轄市に改称                                |
| 1930年                               | 6月20日                              |                                      | 広州市・北平市                       | 5                                    | 省轄市に降格、それぞれ広東省、河北省に編入                        |
| 1930年                               | 12月                                 | 北平市                               | 天津市                               | 5                                    | 北平市が再昇格、河北省から分離 天津市が省轄市に降格、河北省に編入 |
| 1931年                               | 7月                                  |                                      | 漢口市                               | 4                                    | 省轄市に降格、湖北省に編入                                        |
| 1935年                               | 6月                                  | 天津市                               |                                      | 5                                    | 再昇格、河北省から分離                                            |
| 1939年                               | 5月5日                               | 重慶市                               |                                      | 6                                    | 四川省から分離                                                    |
| 1947年                               | 6月5日                               | 大連市・瀋陽市・哈爾浜市             |                                      | 9                                    | 東北新省区方案に基づき設置 それぞれ遼寧省、黒竜江省から分離       |
| 1947年                               | 6月7日                               | 広州市・漢口市・西安市               |                                      | 12                                   | それぞれ広東省、湖北省、 陝西省から分離                           |

以下は、1949年の中華民国政府の台湾への移転時点での院轄市の一覧である。
| 編号 | 市名   | 略称 | 設置年 | 面積 （km²）   | 人口 （1948年） | 地方 |    | 編号     | 市名 | 略称   | 設置年         | 面積 （km²） | 人口 （1948年） | 地方 |
| 51   | 南京市 | 京   | 1927年 | 465 （1927年） | 1,030,572       | 華中 | 57 | 大連市   |      | 1945年 |                | 722,950      | 東北            |      |
| 52   | 上海市 | 滬   | 1927年 | 494 （1927年） | 4,300,630       | 華中 | 58 | 哈爾浜市 |      | 1946年 |                | 637,573      | 東北            |      |
| 53   | 北平市 | 平   | 1928年 | 716 （1928年） | 1,672,438       | 華北 | 59 | 漢口市   | 漢   | 1927年 | 133 （1927年） | 641,513      | 華中            |      |
| 54   | 青島市 | 膠   | 1929年 | 950 （1929年） | 759,057         | 華北 | 60 | 広州市   | 穗   | 1930年 |                | 960,712      | 華南            |      |
| 55   | 天津市 | 津   | 1928年 | 99 （1928年）  | 1,707,670       | 華北 | 61 | 西安市   |      | 1948年 |                | 502,988      | 華北            |      |
| 56   | 重慶市 | 渝   | 1939年 | 328 （1939年） | 1,002,787       | 華中 | 62 | 瀋陽市   |      | 1947年 |                | 1,094,804    | 東北            |      |

広州・西安・瀋陽の3市は、省から独立した直轄市であると同時に省都の地位も有していた。

### 中華民国政府の台湾移転後
1949年（民国38年）に中華民国政府が台湾に移った後、中央政府の各機関は全て台北市に置かれたため、台北市は「戦時首都」とみなされた。1967年（民国56年）、政府は市組織法に基づいて台北市を院轄市に昇格させ、台湾省から分離させた。翌1968年（民国57年）には台北県の一部（内湖郷・南港郷・木柵郷・景美郷）と陽明山管理局（士林鎮・北投鎮）が台北市に編入され、現在の台北市の市域が形成された。しかし、当時台湾は戒厳状態にあり、「市組織法」を完全に施行することはできなかった。そこで、行政院は地方自治を促進するために「台北市各級組織及実施地方綱要」を公布した。しかし、市長は行政院によって任命されていた。1979年（民国68年）、高雄市は小港郷を編入すると同時に院轄市に昇格した。
1994年（民国83年）、中華民国憲法第118条に基いて「直轄市自治法」が制定された。これにより、直轄市の市長は市民の直接選挙で選出されるようになった。1999年（民国88年）には「地方制度法」が制定され、直轄市の行政はこの法律に基づいて行われるようになった。地方行政の改革を推進するため、2009年（民国98年）4月に「地方制度法」が修正され、県と市（1994年に省轄市から改称）は、それぞれの議会での承認を経て直轄市への改編を行政院に申請することができるようになった。台北県、台中県・台中市（合併）、彰化県・雲林県・嘉義県（合併）、台南県・台南市（合併）、高雄県・高雄市（合併）の計5件の申請が行政院で承認され、2010年（民国99年）12月25日に新北市・台中市・台南市・高雄市がそれぞれ直轄市となった。
また、2007年（民国96年）5月23日に改正された「地方制度法」第4条では、「人口200万人以上の県は、直轄市への昇格前、または政治・経済・文化・都市発展状況が直轄市への改編基準に満たない場合、行政院の認可を受け、直轄市と同等の権限を認める」と規定されており、一般的に「準直轄市」と呼ばれている。当初は台北県のみにこの制度が適用されていたが、のちに桃園県にも適用され、どちらも現在は直轄市に昇格している。

## 現在の直轄市一覧
| 市名   | 地図 | 市旗 | 市章 | 人口 （2023年12月） | 面積 （km²） | 人口密度 （人/km²） | 区数 | 市政府所在地  | 市長   |
| ------ | ---- | ---- | ---- | ------------------- | ------------ | ------------------- | ---- | ------------- | ------ |
| 台北市 |      |      |      | 2,511,886           | 271.7997     | 9,241.68            | 12   | 信義区        | 蔣万安 |
| 新北市 |      |      |      | 4,041,120           | 2,052.5667   | 1,968.81            | 29   | 板橋区        | 侯友宜 |
| 桃園市 |      |      |      | 2,317,445           | 1,220.9540   | 1,898.06            | 13   | 桃園区        | 張善政 |
| 台中市 |      |      |      | 2,845,909           | 2,214.8968   | 1,284.89            | 29   | 西屯区        | 盧秀燕 |
| 台南市 |      |      |      | 1,859,946           | 2,191.6531   | 848.65              | 37   | 安平区 新営区 | 黄偉哲 |
| 高雄市 |      |      |      | 2,737,941           | 2,951.8524   | 927.53              | 38   | 苓雅区 鳳山区 | 陳其邁 |